# Miękkie przełamanie strony
Miękkie przełamanie strony (ang. soft page break) – przełamanie strony w dokumencie tworzonym w procesorze tekstów, gdy strona osiągnie pewną długość, zależną od parametrów strony określonych przez użytkownika lub domyślnych. Od twardego przełamania strony różni się tym, że jest tworzone automatycznie, a nie jest wymuszane przez użytkownika.